# Voo Tara Air 193
O voo Tara Air 193 foi uma rota comercial doméstica operada pela Tara Air, ligando as cidades de Pokhara e Jomsom, no Nepal, utilizando um De Havilland Canada DHC-6 Twin Otter. Em 24 de fevereiro de 2016, a aeronave desapareceu com 23 pessoas a bordo. O local do acidente foi encontrado perto do distrito de Myagdi, sem nenhum sobrevivente.